# Хэмпел, Пол Уильям
Пол Уильям Хэмпел (англ. Paul William Hampel, родился 21 октября 1961 года) — вымышленное имя человека, задержанного в ноябре 2006 года канадскими властями в аэропорту Монреаля по обвинению в подделке документов. Представлявшийся как консультант по вопросам туризма и аналитик кризисных рынков, Хэмпел подозревался канадской контрразведкой в том, что работал на Службу внешней разведки России под фальшивыми канадскими документами. В декабре 2006 года его депортировали в Россию, установив, что задержанный имел российское гражданство и что Пол Уильям Хэмпел, на имя которого выдавался паспорт, в действительности никогда не существовал в Канаде. Настоящее имя задержанного не было разглашено из соображений конфиденциальности.

## Арест в аэропорту
14 ноября 2006 года в 18:00 в международном аэропорту Монреаля сотрудники пограничной службы арестовали гражданина Канады Пола Уильяма Хэмпела при посадке в самолёт, на котором он собирался вылететь из страны (предполагаемый пункт назначения в отчёте Комитета по обзору разведки и безопасности не назывался). При аресте у него были изъяты три мобильных телефона, два цифровых фотоаппарата, коротковолновый радиоприемник, пять SIM-карт разных операторов (все защищены паролями), свидетельство о рождении гражданина Канады, паспорт гражданина Канады, несколько кредитных карт, водительское удостоверение (выписано в Квебеке в 1999 году) и денежные средства в пяти разных валютах на общую сумму 7800 канадских долларов (около 6800 долларов США по курсу того времени).
Помимо всего прочего, у Хэмпела были изъяты карточки, которые, по словам канадской контрразведки, представляли собой краткий список основных событий из истории Канады и напоминали школьные шпаргалки. На одной из карточек были указаны такие события, как годы открытия водного пути по реке Святого Лаврентия, основания Квебека и начала Семилетней войны. На другой были указаны факты о Квебеке, включавшие даты проведения выборов, сведения о демографии и о секуляризации. На третьей карточке были указаны премьер-министры Канады, начиная с Маккензи Кинга и их политические партии.
Объяснения задержанного о том, что все означенные предметы требовались ему для путешествий, канадские спецслужбы посчитали подозрительными. За неделю до этого министр общественной безопасности Канады Стокуэлл Дэй и министр гражданства и иммиграции Канады Монти Сольберг, изучив информацию от канадских служб безопасности, признали, что пребывание Хэмпела на территории страны создавало угрозу национальной безопасности. Они подписали сертификат безопасности, в котором утверждалось, что Хэмпел состоял в некоей организации, занимавшейся шпионажем. Этот документ позволял канадским властям при наличии соответствующих подписей бессрочно содержать под арестом лиц, представляющих угрозу безопасности Канады, или депортировать их без предъявления каких-либо обвинений. В случае с Хэмпелом это стал первый случай подписи сертификата безопасности с момента вступления в должность премьер-министра Канады Стивена Харпера. Всего с 1991 года этот сертификат использовался 28 раз для задержания лиц — в подавляющем большинстве случаев они задерживались по обвинению в терроризме или шпионаже.

## Информация о задержанном
Согласно данным свидетельства о рождения, Пол Уильям Хэмпел родился 11 декабря 1965 года в городе Торонто. Хэмпел рассказывал, что работал сотрудником спасательной службы на пляже, консультантом по вопросам туризма и фотографом. С 1999 года Хэмпел постоянно проживал в Монреале. В июле 1997 года он зарегистрировал на острове Сарк консалтинговую фирму Emerging Markets Research and Consulting Ltd. c уставным капиталом в миллион ирландских фунтов, однако компания в течение финансового года не вела торговых операций и не имела каких-либо прибылей или убытков. Пресс-секретарь фирмы Колм Хэнли утверждал, что никто из сотрудников почти ничего не знал о владельце. В начале 2001 года Хэмпел зарегистрировал ещё одну фирму в офшорной зоне на Кипре, куда летал по делам, однако в сентябре 2004 года эта фирма закрылась по непонятным причинам.
Известно, что Пол Уильям Хэмпел часто посещал Балканы и открыл собственный сайт, где публиковал сделанные там фотографии. Он выпустил 76-страничный фотоальбом «Мои прекрасные Балканы» (англ. My Beautiful Balkans) со сделанными в 2001—2003 годах снимками, который вышел в 2003 году в белградском издательстве «Публикум». По словам сотрудника издательства Зорана Дурейновича, Хэмпел представился им консультантом по кризисным рынкам из Монреаля, но не говорил по-французски, а на его сайте указывался домашний адрес в Монреале, по которому тот не проживал. Сербские граждане, с которыми общался канадский гость, утверждали, что он никогда не интересовался политикой, хотя газета The Globe and Mail утверждала, что Хэмпел представлялся консультантом по бизнесу, изучавшим политические изменения в регионе, и иногда просил своих собеседников изложить всю предоставляемую ими информацию в письменном виде. За время своих поездок Хэмпел посетил такие страны, как Сербия, Албания, Босния, Хорватия, Македония, Черногория, Болгария и Румыния. В ноябре 2006 года он обновил сайт с фотоальбомом, опубликовав новые фотографии, сделанные в Сербии и Македонии. По версии The Globe and Mail, именно география поездок Хэмпела вызвала особый интерес у канадских спецслужб.
Хэмпел трижды получал паспорт гражданина Канады — в 1995, 2000 и 2002 годах. Второй и третий паспорта Хэмпел получил после ужесточения законодательства о выдаче канадских документов, связанного с задержанием террориста Ахмеда Рессама, который получил канадский паспорт в Монреале благодаря фальшивому свидетельству о крещении в Квебеке. Заявку на получение третьего паспорта он подал 13 апреля 2002 года, указав в качестве поручителя некоего человека, который заявил, что знает Хэмпела 8 лет, и предъявив в качестве удостоверений личности выданные в Квебеке в 1999 году водительские права и выданное в 1971 году в Онтарио свидетельство о рождении. Он сумел получить паспорт и в третий раз, несмотря на ужесточившиеся к тому моменту меры по выдаче основных удостоверений личности, связанные с терактами 11 сентября 2001 года. Известно, что с 1996 по 2006 годы Хэмпел не привлекался к ответственности за какие-либо нарушения: против него не было никаких судебных, финансовых, долговых или телефонных улик.

## Рассмотрение дела

### Обвинения
Хэмпела официально обвинили в нарушении национального закона «О защите иммигрантов и беженцев» и незаконном получении канадских документов: утверждалось, что выдававший себя за гражданина Канады Хэмпел на самом деле был иностранцем. Канадские спецслужбы также заявили о своих подозрениях о том, что под именем Хэмпела скрывался высокопоставленный сотрудник Службы внешней разведки России, который занимался шпионской деятельностью в течение более чем 10 лет. По словам сотрудников канадской контрразведки, задержанный использовал характерные для агентов-нелегалов из управления «С» СВР методы, чтобы составить себе легенду гражданина Канады и, пользуясь этой легендой, добывать информацию. Они заявили, что он собирал информацию внутри страны и за её пределами, но не конкретизировали, какую именно информацию искал Хэмпел. Бывший сотрудник канадской контрразведки Дэвид Харрис предположил, что на Хэмпела контрразведка могла выйти на основе проверки документов, наблюдения, прослушивания телефонных разговоров или с помощью других технических средств.
Формально в обвинительном заключении не упоминалось никаких заявлений о шпионаже: спикер Министерства общественной безопасности Канады Мелисса Леклерк (англ. Melissa Leclerc) не подтвердила, что дело Хэмпела было связано со шпионажем, а спикер Канадской службы разведки и безопасности Барбара Кэмпион (англ. Barbara Campion) заявила, что задержание Хэмпела не было связано с контртеррористическими мероприятиями. Канадские газеты предполагали, что Хэмпел мог попытаться заполучить доступ к военным секретам, активно сотрудничая с эмигрировавшими из СССР и России гражданами, хотя из эмигрантов очень немногие были непосредственно связаны с высокими технологиями. Другие издания считали, что Хэмпел использовал территорию Канады только в качестве базы — оттуда он выезжал в места, которые могли представлять оперативный интерес для российских спецслужб (особенно Балканы, где Хэмпел достаточно часто бывал). Военный историк и аналитик в области безопасности Джек Гранатштейн отметил, что Монреаль является центром аэрокосмической промышленности, фармацевтических исследований и развития современных информационных технологий Канады, что гипотетически могло привлечь внимание российской разведки.
Служба внешней разведки России не комментировала информацию о задержании этого человека, сославшись на то, что никогда не комментирует причастность или непричастность того или иного лица к своей деятельности. Пресс-атташе СВР Сергей Иванов при этом отметил, что скандал с арестом Хэмпела обострился в прессе после сообщений о смерти бывшего сотрудника ФСБ Александра Литвиненко; он допускал, что задержанным мог быть нелегальный мигрант, сумевший прожить 10 лет в Канаде по фальшивым документам. Ветеран советской разведки на условиях анонимности в интервью «Независимому военному обозрению» высказал версию, что задержанный Хэмпел мог быть нелегальным мигрантом, который настойчиво пытался заполучить подлинный паспорт гражданина Канады, и что особой ценности для российских разведслужб Канада на тот момент не могла представлять, поскольку в военной сфере у неё не было высоких технологических достижений. Другой ветеран советской разведки также на условиях анонимности, комментируя обстоятельства задержания Хэмпела, заявил в интервью газете «Время новостей», что наличие бумаг с датами канадской истории не могло само по себе считаться доказательством связи задержанного со спецслужбами.
От комментариев отказалось и российское посольство в Оттаве: пресс-атташе посольства Алексей Лисенков сказал, что официальных документов о задержании российского гражданина не получали и к ним никто не обращался с просьбой о восстановлении в гражданстве. Посол России в Канаде Георгий Мамедов допустил, что Хэмпел мог быть членом преступной организации, поскольку незадолго до этого усилиями Королевской канадской конной полиции в самом Монреале были арестованы около 70 членов разных преступных группировок. В то же время министр иностранных дел Канады Питерр Маккей попенял американским спецслужбам, которые, по его мнению, имели возможность отследить перемещения Хэмпела, но не сделали это и не позволили тем самым задержать его раньше.

### Судебные заседания
Задержанный Хэмпел содержался под стражей в одной из тюрем Монреаля, название которой не разглашалось. Его интересы защищал адвокат в области иммиграционного законодательства Стивен Хэндфилд (англ. Stephane Handfield), который выражал недовольство тем, что с его клиентом плохо обращались, заставляя есть с пола и запрещая спускать ему за собой воду в туалете. Первые судебные слушания были намечены на 22 ноября и должны были пройти в городском суде Монреаля. По словам Хэндфилда, Хэмпелу не позволили полностью ознакомиться с обвинительным заключением, насчитывавшим 104 страницы. Хэмпел предстал перед судом 22 ноября 2006 года: согласно описаниям очевидцев и судебным зарисовкам, это был человек высокого роста (около 186 см), худощавый, с короткой стрижкой; он был одет в зелёную клетчатую рубашку, угольно-чёрный жилет и джинсы, а также носил очки, которые постоянно поправлял. Председателем суда был Пьер Блэ.
В суде на стороне обвинения выступил сотрудник канадской контрразведки, представленный под псевдонимом «Энтони». Он рассказал кратко о деятельности Службы внешней разведки России и о том, кого приглашают на службу и как готовят к заброске. По словам оперативника, личные документы Хэмпела могли быть частью легенды, которую использовал сотрудник СВР России для осуществления разведывательной деятельности. Однако на вопросы защиты о том, в чём именно канадская контрразведка подозревала задержанного и с какого момента Хэмпел подозревался в шпионаже, сотрудник отказался отвечать «из соображений безопасности». Обвиняемый, хранивший молчание на первых допросах, заявил, что впервые слышит о том, чтобы спецслужбы Канады подозревали его в шпионаже; на вопрос о владении французским языком он ответил «Немного» (фр. Un peu), но с акцентом, не характерным для носителя английского языка. По итогам заседания суд удовлетворил ходатайство защиты Хэмпела и отложил рассмотрение дела по существу на неделю, чтобы дать Хэмпелу больше времени на консультации с адвокатами и ознакомиться со всеми документами по делу. Он постановил изменить условия обращения с Хэмпелом в лучшую сторону: ему предоставили предметы для личной гигиены, разрешив пользоваться зубной щёткой.
В ходе слушаний было официально установлено, что все три паспорта гражданина Канады Хэмпел получил на основе свидетельства о рождении от 11 декабря 1965 года. После тщательного изучения этого документа следствие пришло к выводу, что представленное свидетельство является подделкой. Поиск по написанию фамилии Hampel не позволил найти в архивах жившего когда-либо человека под этим именем, а поиски по вариантам Hampal, Hampl, Hemple, Hempal, Hempl и Heimpel также не дали результатов. Было установлено, что свидетельство о рождении было выдано в мае 1971 года в провинции Онтарио и подписано главой провинциального управления по вопросам гражданства Джоном Яремко, однако номер свидетельства принадлежал совершенно другому лицу — реальному человеку, жившему на момент судебного следствия. Сотрудник службы регистрации гражданских актов провинции Онтарио Дэйл Хопкинс официально заявил, что человека по имени Пол Уильям Хэмпел никогда не существовало в Канаде. Домовладелец, у которого Хэмпел якобы снимал квартиру, не опознал в подсудимом квартиросъёмщика. Сам же задержанный не смог назвать своих друзей детства в Канаде, не ответил на вопросы о семейном положении и не смог показать ни одну семейную фотографию, подтверждающую, что вырос в Канаде.

### Признание
Очередное заседание должно было состояться 28 ноября, однако защита подала ходатайство об очередном переносе заседания ещё на две недели для изучения показаний свидетелей. Председатель суда Пьер Блэ выразил искреннее удивление тому, что адвокатам задержанного снова требовалось дополнительное время, и сказал, что если бы его упрекнули в подделке личных данных, то он «нашёл бы то, что можно сказать по этому поводу». Тем не менее, суд снова перенесли на 12 декабря. Адвокат задержанного Хэндфилд отказался давать прессе какие-либо комментарии о профессиональной деятельности подзащитного или его семейном положении, заявив только то, что его подзащитный является гражданином Канады. 4 декабря состоялось внеочередное заседание суда, на котором адвокат огласил заявление своего подзащитного — тот признался, что является российским гражданином, нелегально находившимся в Канаде под чужим именем, и на самом деле родился 21 октября 1961 года.
Хэнлон сообщил суду свое настоящее имя, которое из соображений конфиденциальности не было разглашено, и отверг заявления о том, что являлся сотрудником разведслужб. По словам судьи Пьера Блэ, подсудимый выражал беспокойство за свою семью в России, а адвокат Клауди Вален утверждала, что Хэмпел постоянно спрашивал, когда ему позволят вылететь на родину. В тот же день Федеральный суд Канады подтвердил правомочность сертификата и распоряжения о депортации Хэмпела: в соответствии с законодательством за самим задержанным оставалось право выбора страны, в которую его должны были выслать. В интервью «Комсомольской правде» адвокат Стивен Хэндфилд заявил, что канадским чиновникам теперь необходимо было связаться с российским посольством в Оттаве и запросить российский паспорт или иной документ для отправки задержанного в Россию.

## Депортация
Несмотря на принятое 4 декабря судом решение о депортации, сам процесс затянулся почти до конца месяца, и всё это время Хэмпел находился под стражей в монреальской тюрьме. Его адвокат утверждал, что у задержек не было никаких юридических обоснований. 26 декабря 2006 года Пол Уильям Хэмпел всё же покинул Канаду, вылетев вечером вторника из Монреаля в Москву. Его провожали в аэропорту Монреаля почти все руководители канадских спецслужб. Вылететь из Канады задержанный смог благодаря временному документу, выданному российским консульством в Монреале и позволяющему пересекать границу. Самолёт с Хэмпелом приземлился в аэропорту Шереметьево.
Министр общественной безопасности Стокуэлл Дэй выразил надежду, что высылка не скажется негативно на развитии российско-канадских отношений. Преподаватель Картлонского университета и ведущий специалист Канады по разведывательной деятельности Мартин Руднер сказал, что мгновенное согласие Хэмпела на депортацию свидетельствовало о том, что он мог подать сигнал своим коллегам, «что не предал никого и ничего». В то же время, по мнению оттавского журналиста Тима Наумца (англ. Tim Naumetz), подробные обстоятельства дела Пола Уильяма Хэмпела вряд ли будут когда-либо преданы огласке в связи с возможным грифом секретности на многих материалах, связанных также с сертификатом безопасности, на основании которого и был произведён арест.
Арест Хэмпела и его депортация стали первыми за 10 лет случаями депортации граждан, обвинявшихся в шпионаже на Россию. В июне 1996 года из страны были выдворены Елена и Дмитрий Ольшевские, имевшие фальшивые паспорта на имя Иена Маккензи Ламберт (англ. Ian Mackenzie Lambert) и Лори Броди (англ. Laurie Brodie): формально их выдворили только за нарушение иммиграционного законодательства, но самой Елене бессрочно запретили въезд в страну, невзирая на её желание воссоединиться со своим вторым мужем, канадцем Питером Миллером. 22 декабря, незадолго до вылета Хэмпела, канадский суд отклонил иск Елены Миллер к канадской службе иммиграции с требованиями компенсации за пренебрежительное отношение канадских властей. Рядом СМИ предполагалось, что депортация супругов Ольшевских из Канады и появление Хэмпела в Канаде имеют прямое отношение друг к другу. В 2002 году ещё два сотрудника российского посольства в Оттаве были признаны персонами нон грата из-за подозрений в работе на российскую разведку, в ответ на что Россия потребовала от двух канадских дипломатов также покинуть Россию с формулировкой «из-за деятельности, несовместимой с статусом».

## Последствия
В апреле 2007 года сценарист Александр Бородянский начал работу над сценарием художественного фильма под рабочим названием «Канадский шпион Кремля» о деятельности Пола Хэмпела. В июне 2007 года было заявлено, что съёмки фильма могут начаться осенью того же года. В декабре стало известно, что к работе над фильмом может быть приглашён режиссёр Жерар Кравчик, а кастинг должен был начаться в начале 2008 года.
6 июля 2009 года был опубликован отчёт Комитета по обзору разведки и безопасности, посвящённый делу Хэмпела и содержащий выводы об эффективности работы канадских спецслужб. Значительная часть информации в отчёте осталась засекреченной.
В 2012 году, спустя 6 лет после скандала с Полом Уильямом Хэмпелом, перед канадским судом предстал офицер КВМС Канады Джеффри Пол Делайл, которому официально предъявили обвинения в шпионаже на российскую разведку и передаче ей секретных данных о вооружённых силах и разведслужбах стран НАТО. В феврале 2013 года он был приговорён к 20 годам лишения свободы.

## Публикации
- Paul William Hampel. My Beautiful Balkans. — Beograd: Publikum, 2003. — ISBN 9788690398911.